# 45 v. Chr.
Portal Geschichte | Portal Biografien | Aktuelle Ereignisse | Jahreskalender | Tagesartikel

◄ |
2. Jahrhundert v. Chr. |
1. Jahrhundert v. Chr. |
1. Jahrhundert |
►

◄ | 60er v. Chr. | 50er v. Chr. | 40er v. Chr. | 30er v. Chr. |
20er v. Chr. |
►

◄◄ | ◄ | 48 v. Chr. | 47 v. Chr. | 46 v. Chr. | 45 v. Chr. |
44 v. Chr. |
43 v. Chr. |
42 v. Chr. |
► |
►►
Staatsoberhäupter · Nekrolog

## Ereignisse

### Politik und Weltgeschehen
- 1. Januar: Caesars Reform des römischen Kalenders wird vollzogen. Der römische Kalender wird ab 2. Januar durch den julianischen Kalender ersetzt. Um den neuen Kalender mit dem Sonnenstand in Übereinstimmung zu bringen, wurde das römische Jahr 708 a. u. c. auf 445 Tage verlängert (Verworrenes Jahr).
- Caesar wird zum vierten Mal Konsul.

Schlacht von Munda

- 17. März: In der Schlacht von Munda/Hispanien besiegt Diktator Gaius Iulius Caesar die Söhne des Pompeius. Caesar wird Alleinherrscher im Römischen Reich (Diktator auf Lebenszeit).
- Die Lex municipalis („Munizipiengesetz“) regelt die Rechtsprechung in den Landstädten des römischen Reichs.

### Wirtschaft
- Der Quinarius aureus wird erstmals geprägt.

### Wissenschaft und Technik
- Marcus Tullius Cicero widmet seine philosophischen Werke De finibus bonorum et malorum und Tusculanae disputationes dem Marcus Iunius Brutus.
- Cicero verfasst den Dialog Hortensius, der seinem Freund, dem Senator Quintus Hortensius Hortalus gewidmet ist.

## Geboren
- Iullus Antonius, römischer Politiker († 2 v. Chr.)
- Wang Mang, chinesischer Kaiser († 23 n. Chr.)
- Marcus Caelius, römischer Offizier († um 9 n. Chr.)
- um 45 v. Chr.: Publius Sulpicius Quirinius, römischer Gouverneur von Syrien († 21 n. Chr.)

## Gestorben

### Todesdatum gesichert
- Februar: Tullia, die Tochter Ciceros (* zwischen 79 v. Chr. und 75 v. Chr.)
- 17. März: Titus Labienus, römischer Feldherr (* um 100 v. Chr.)
- 31. Dezember: Quintus Fabius Maximus, römischer Politiker

### Genaues Todesdatum unbekannt
- Marcus Claudius Marcellus, römischer Politiker (* um 95 v. Chr.)
- Publius Nigidius Figulus, römischer Gelehrter, Schriftsteller und Politiker (* um 100 v. Chr.)
- Gnaeus Pompeius der Jüngere, römischer Feldherr und Politiker (* um 78 v. Chr.)